# Eviga länkar
Eviga länkar är en svensk dramafilm från 1946 i regi av Rune Carlsten.

## Handling
Filmen utgör en romantiserad skildring av de tre skådespelande systrarna Anna, Mary och Lilly Gräbers liv. 

## Om filmen
Filmen premiärvisades den 4 december 1946 på biograf Roxy i Örebro. Stockholmspremiären ägde rum månaden därpå, den 25 januari 1947 på biograf Riviera. Filmen spelades in vid Centrumateljéerna i Stockholm med exteriörer från Saltsjöbaden och olika platser i Stockholm av Karl-Erik Alberts. Filmen blev den sista för Rune Carlsten som regissör.
Vid en nypremiär döptes filmen om till De glada åren. Filmen har visats vid ett flertal tillfällen i SVT, bland annat 1975, 1985, i november 2020 och i juli 2024.

## Rollista i urval
- Annalisa Ericson – Mary Granström
- Ingrid Backlin – Signe Granström, hennes syster
- Margareta Fahlén – Lilli Granström, tredje systern
- Erik "Bullen" Berglund – Richard Granström, deras far, cellist
- Hilda Borgström – Emma, döttrarna Granströms mormor
- Hjördis Petterson – Hilda Granström, döttrarna Granströms mor, ägare till Granströms Damskrädderi
- Fritiof Billquist – Karl-Gustav Alm, kamrer
- Sven Magnusson – Sven Hallgren, senare Signes man
- Olof Bergström – Gösta Jansson, violinist, senare Lillis man
- Ingemar Pallin – Henry von Degen, flygofficer, senare Marys man
- Lisskulla Jobs – fru Wellander, kund hos fru Granström
- Nils Ericson  – balettmästaren
- Rune Carlsten – professor Arne Grönberg, ögonläkare
- Douglas Håge – teaterdirektör
- Tord Stål – Blomkvist, lärare på tillskärarkursen
- Siv Ericks – fröken Lindedahl, kund hos fru Granström
- Marta Toren – en av Signes döttrar som vuxen
- Eva Stiberg – sjuksköterska

## Musik i filmen
- Lohengrin. uvertyr, kompositör Richard Wagner, instrumental
- En lille Rystedans (Jazzgossen), kompositör Edvard Brink, dansk text Alfred Kjærulf svensk text Karl Gerhard, instrumental
- Kalle P., kompositör Josef Franz Wagner ("Gigerl-marsch"), musikbearbetning och svensk text 1891 Edouard Laurent, sång och dans Annalisa Ericson
- Det är den dagliga dosisen som gör'et, kompositör Jules Sylvain, text Svasse Bergqvist, sång och dans Annalisa Ericson och Nils Ericson
- Som varje liten pärla, kompositör Jules Sylvain, text Karl-Ewert, instrumental
- Bröllopet på Ulfåsa. Bröllopsmarsch, kompositör August Söderman, instrumental
- Säg det i toner, kompositör Jules Sylvain, text Karl-Ewert, instrumental
- Sonat, piano, nr 14, op. 27:2, ciss-moll, "Månskenssonaten" (Månskenssonaten), kompositör Ludwig van Beethoven framförs instrumentalt på piano
- Köp hjärtan (En liten amulett), kompositör Jules Sylvain, text S.S. Wilson, sång Annalisa Ericson
- I Like Boogie-Woogie, kompositör Miff Görling och Johnny Bossman, instrumental
- Un mirage, kompositör Jules Sylvain, instrumental
- Café Rouge, kompositör och text Fred Winter, instrumental
- Den farliga månen, kompositör Reidar Thommesen, text Karl-Ewert, instrumental
- Jag älskar dig, Charlotte, kompositör Helan och Ernst Rolf, text Karl-Ewert, instrumental
- Champagnenatt, kompositör Jules Sylvain, text Karl-Ewert, instrumental